# Diospyros matheriana
Diospyros matheriana är en tvåhjärtbladig växtart som beskrevs av Albert Charles Smith. Diospyros matheriana ingår i släktet Diospyros och familjen Ebenaceae. Inga underarter finns listade i Catalogue of Life.